# Johan IV av Mecklenburg
Hertig Johan IV av Mecklenburg och Schwerin, född tidigast 1370, död 16 oktober 1422 
i Schwerin, begravd i Doberan. Han var son till hertig Magnus I av Mecklenburg (död 1385) och Elisabeth av Pommern (död 1388/1398).

## Biografi
Johan efterträdde sin far som medregent av Mecklenburg 1385 men var minderårig till 1388. Som minderårig stod han under regentskap av sin farbror, svenske kung Albrekt av Mecklenburg. Efter dennes död 1412 övertog Johan styret av Mecklenburg jämte sin kusin hertig Albrekt V av Mecklenburg, son till kung Albrekt. Tillsammans med sin kusin grundade Johan 1419 det senare universitetet i Rostock. 1422 förde Johan anspråk på svenska tronen. Han avled samma år.
Johan upprättade i Boizenburg den 15 december 1398 ett bröllopskontrakt med Jutta av Hoya (död 1415). De gifte sig i Schwerin 28 februari 1400, men deras barn, en dotter och en son Magnus, nådde inte vuxen ålder.

## Familj
1416 gifte Johan om sig, med påvlig dispens 12 augusti 1417, med Katharina av Sachsen-Lauenburg (död tidigast 1448), dotter till hertig Erik IV av Sachsen-Lauenburg. 
Med henne fick Johan följande barn:
1. Henrik den fete av Mecklenburg (död 1477), hertig av Mecklenburg
2. Johan V av Mecklenburg (död 1442/1443), hertig av Mecklenburg